# 极速前进6
《极速前进6》是真人秀《极速前进》電視系列片的第六季。在2004年11月16日 首次公演，在2005年2月8日 結束。在這一季的節目中，規則有一部份修改，每一個人最多只能參加6次路障賽（因為在第五季中，有2隊的其中一位隊員在11次路障中完成10次，另一位隊員只完成1次 ）。同樣的，只有3個凍結可以被使用。
拍攝從2004年8月13日開始，2004年9月12日結束。
订婚模特Freddy & Kendra夺冠，获得100万美元。

## 結果
這裡列出了所有參賽隊伍的比賽結果，以最終比賽成績為順序列出：
| 隊伍                | 關係       | 分段比賽成績 | 分段比賽成績 | 分段比賽成績 | 分段比賽成績 | 分段比賽成績 | 分段比賽成績 | 分段比賽成績 | 分段比賽成績 | 分段比賽成績 | 分段比賽成績 | 分段比賽成績 | 分段比賽成績 | 分段比賽成績 | 路障完成情況           |
| 隊伍                | 關係       | 1            | 2            | 3 <>         | 4            | 5            | 6 4          | 6 4          | 7            | 8            | 9            | 10           | 11           | 12           | 路障完成情況           |
| ------------------- | ---------- | ------------ | ------------ | ------------ | ------------ | ------------ | ------------ | ------------ | ------------ | ------------ | ------------ | ------------ | ------------ | ------------ | ---------------------- |
| Freddy & Kendra     | 订婚模特   | 4th          | 8th1         | 6th          | 5th          | 1st          | 1st          | 6th          | 2nd          | 4th<         | 3rd          | 2nd>         | 2nd          | 1st          | Freddy 6, Kendra 6     |
| Kris & Jon          | 情侣       | 2nd          | 1st          | 2nd          | 1st          | 4th          | 5th          | 2nd          | 4th          | 3rd          | 1st          | 3rd          | 1st          | 2nd          | Kris 6, Jon 6          |
| Adam & Rebecca      | 前情侣     | 7th          | 6th          | 5th          | 6th          | 6th          | 6th          | 5th          | 1stƒ         | 5th>         | 4th          | 4th<         | 3rd          | 3rd          | Adam 6, Rebecca 5      |
| Hayden & Aaron      | 演员情侣   | 1st          | 4th          | 1st          | 4th          | 3rd          | 4th          | 4th          | 6th          | 1st          | 2nd          | 1st          | 4th5         |              | Hayden 5, Aaron 6      |
| Lori & Bolo         | 摔跤手夫妇 | 6th          | 5th          | 7th          | 3rd          | 7th          | 7th          | 1stƒ         | 3rd          | 2nd          | 5th          |              |              |              | Lori 5, Bolo 3         |
| Jonathan & Victoria | 商界夫妇   | 5th          | 2nd          | 4th          | 2nd          | 2nd          | 3rd          | 3rd          | 5th          | 6th          |              |              |              |              | Jonathan 4, Victoria 4 |
| Gus & Hera          | 父女       | 10th         | 3rd          | 3rd          | 7th          | 5th          | 2nd          | 7th          |              |              |              |              |              |              | Gus 3, Hera 3          |
| Don & Mary Jean     | 祖父母     | 9th          | 7th2         | 8th          | 8th          | 8th          |              |              |              |              |              |              |              |              | Don 2, Mary Jean 2     |
| Lena & Kristy       | 姊妹       | 3rd          | 9th          | 9th3         |              |              |              |              |              |              |              |              |              |              | Lena 1, Kristy 1       |
| Meredith & Maria    | 朋友       | 8th          | 10th         |              |              |              |              |              |              |              |              |              |              |              | Meredith 0, Maria 1    |
| Avi & Joe           | 高中哥们   | 11th         |              |              |              |              |              |              |              |              |              |              |              |              | Avi 0, Joe 0           |

- 紅 ：已淘汰。
- 下線藍 ：最後到達之隊伍，但由於處在非淘汰賽段，並未淘汰，但被處罰沒收所有現金，並且在下一賽段將不會給予任何現金以供使用。
- 綠ƒ ：獲得快進線索。
- 黃色>說明這個隊伍使用了凍結；<是被凍結的隊伍：<>：表示該賽段有凍結可使用，但並未使用

1. 1 Freddy和Kendra第六個到達，但是他們要接受30分鐘處罰。因为他们从线索箱里面拿了超过1份路线信息致使最后到达的队伍无法拿到任务信息，干扰其他队伍比赛。
2. 2 Don和Mary Jean在第二輪第七位到達，但是他們盜用了Adam和Rebecca的車。他們接受了30分鐘處罰，第三輪中在第八位出發。
3. 3 Lena & Kristy在路障做了好几个小时也没有在干草卷里找到线索，所以Phil前往路障地点告诉她们所有队伍都已到达中继站并被淘汰。
4. 4第六段比賽的長度是普通的2倍，所以播出了2集。有一支隊伍使用了快進跳過了後半段賽程。
5. 5Adam和Rebecca最後到達，但是Hayden和Aaron沒有完成路障任務，要接受四小時處罰。所以Adam和Rebecca得以幸存。

## 賽段獎項
本獎項頒發給部分賽段的冠軍隊，下表列出該些賽段的獎項。
- 第1段 – 美國航空網站AA.com （页面存档备份，存于）送出的夏威夷假期之旅
- 第2段 - 由皇家加勒比邮轮送出的七天阿拉斯加郵輪之旅
- 第3段 - 由皇家加勒比邮轮送出的七晚墨西哥豪華郵輪假期
- 第4段 - 由皇家加勒比邮轮送出的西加勒比海七天郵輪假期
- 第5段 - 美國航空網站AA.com （页面存档备份，存于）送出的墨西哥假期
- 第6段 - 美國航空網站AA.com （页面存档备份，存于）送出的歐洲假期之旅
- 第7段 - 美國航空網站AA.com （页面存档备份，存于）送出的加勒比海陽光燦爛假期之旅
- 第8段 - 美國航空網站AA.com （页面存档备份，存于）送出的墨西哥之旅
- 第9段 - 美國航空網站AA.com （页面存档备份，存于）送出的歐洲之旅
- 第10段 - 美國航空網站AA.com （页面存档备份，存于）送出的夏威夷假期之旅
- 第11段 - 美國航空網站AA.com （页面存档备份，存于）送出的加勒比海陽光假期之旅
- 第12段 - $1,000,000

## 旅程
美国 →  冰島 →   挪威 →  瑞典 →  塞内加尔 →  德国 →  匈牙利 →  法國 →  衣索比亞 →  斯里蘭卡 →  中国 →  美国

## 比賽路線

### 第1段（美國 → 冰島）

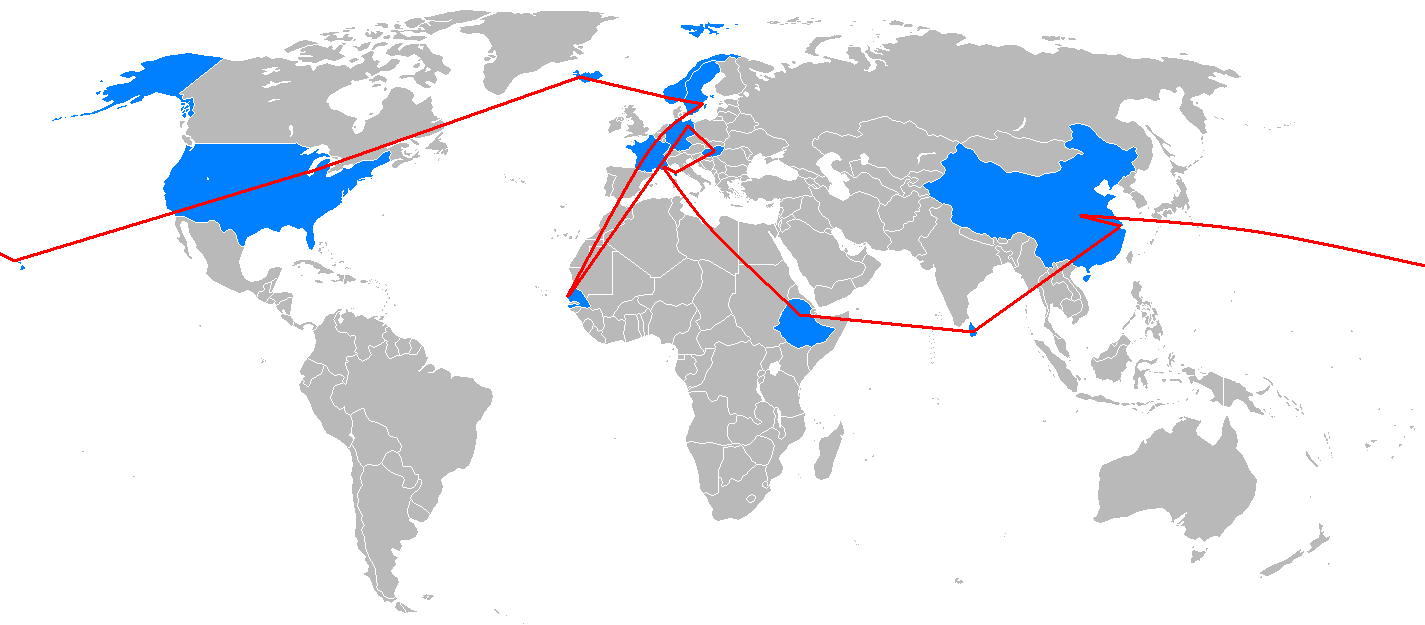
第六季路線圖。

- 美國伊利諾伊州芝加哥 （白金漢噴泉）（起點线）
- 由芝加哥(奧黑爾國際機場) 到 冰島雷克雅未克(凱夫拉維克國際機場)
- 塞裡雅蘭瀑布
- 瓦特納冰原[AT1]
- 瓦特纳冰原(冰河湖)
- 格林达维克（蓝潟湖）

绕道:攀冰-队伍要穿上攀冰设备，走过冰川，爬上陡峭的冰崖就能获得下一条线索。
搜冰-各队要选一艘船，和船长一起在数千个冰山里找到绑有下一条线索的浮标。
附加任務
[AT1]:队伍要在乘坐穿梭车前往瓦特納冰河边沿，然后再乘雪地车前往营地。在露营前，队伍要选择四班穿梭车出发时间的其中一个（10：00，10：30，11：00，11：30）。

### 第2段（冰島 → 挪威）
- 由雷克雅未克(凱夫拉維克國際機場) 到 挪威奧斯陸(奥斯陆加勒穆恩机场）
- 奧斯陸豪門克勒區（豪門克勒跳高滑雪场）
- 布蘭德布（维京村）[AT1]
- 赫讷福斯(赫讷福斯车站) 到 沃斯（沃斯车站）
- 沃斯（橋）
- 沃斯（Nesheimstunet农场）

路障：一名队员前往跳台的最顶端，然后沿着绳子滑到底部就能获得下一条线索.
绕道：忍耐--队伍要划滚轮轴完成1.75英里的赛道，到达终点后就能获得下一条线索。准确--队伍要玩三个传统游戏，先是击倒周围的木棍然后再击倒当中的木棍，一名队员用斧头击中目标，最后另一名队员用弓箭射中中心点就能获得下一条线索。
附加任務
- [AT1]：在维京村留宿一晚后，队伍可自由组队（每组五人）划两艘船到河的对岸就能获得下一条线索。

### 第3段（挪威 → 瑞典）
- 沃斯(沃斯车站) 到 奥斯陆（奥斯陆中央车站）
- 奥斯陆 到 瑞典斯德哥爾摩
- 斯德哥爾摩（北歐海酒店 （页面存档备份，存于））[AT1]
- 斯德哥爾摩（宜家超市）
- 斯德哥爾摩(斯德哥尔摩中央车站) 到 索伦蒂纳市（Häggvik Station）[AT2]
- Upplands Väsby(Bögs Gård Farm)
- Häggvik（Häggvik Station）到 斯德哥爾摩(斯德哥尔摩中央车站)
- 斯德哥爾摩（查普曼號 （页面存档备份，存于））

绕道：数数-各队必须要数出一箱毛绒玩具，一箱平底锅,一箱锅的总和并把答案交给工作人员，只要给出的数字正确就能获得下一条线索。
组装-队伍要根据所给的工具和材料制作书桌，得到满意后就能获得下一条线索。
路障：一名队员必须掰开干草卷，找到里面的下一条线索。
附加任務
[AT1]：队伍要在酒店的冰吧里，将冰杯推至圆点。只要一名队员推至圆点就可获得下一条线索。
[AT2]：队伍要骑双人自行车前往农场，完成路障后队伍要骑着双人自行车回到火车站。

### 第4段（瑞典 → 塞內加爾）
- 斯德哥爾摩（斯德哥尔摩市政厅）
- 斯德哥爾摩（阿蘭達機場）到 塞內加爾達喀爾（达喀尔－约夫－利奥波德·塞达尔·桑戈尔国际机场）[AT1]
- 達喀爾（貝爾埃爾公墓）
- 卡亞爾(木匠店)
- 玫瑰湖 （盐田）
- 戈雷島

绕道：叠起-队伍必须前往叠鱼区，将一筐筐鱼叠在叠鱼桌上之后就能获得下一条线索。钓起-各队要乘船前往指定的水域，然后用传统钓线钓四条鱼。完成后要回到岸边，将钓来鱼交给指定的人就能获得下一条线索。
路障：一名队员需进入玫瑰湖，用传统工具采盐装满篮子之后就能获得下一条线索。
附加任務
[AT1]：到达达喀尔－约夫－利奥波德·塞达尔·桑戈尔国际机场后,根据线索给出的诗，队伍必须要找到这首诗作者的墓地就能获得下一条线索。

### 第5段（塞內加爾 → 德國）
- 戈雷島（戈雷島奴隶城堡）[AT1]
- 达喀尔（约夫－利奥波德·塞达尔·桑戈尔国际机场）到    德國柏林（泰格尔国际机场）
- 柏林（東部畫廊）
- 柏林（斷鐐銬雕塑）
- 柏林（特伊費爾斯貝格，魔鬼山）
- 柏林（勃蘭登堡門）

绕道：啤酒-队伍要前往啤酒屋，在熙嚷的人群里端着啤酒在桌子上找到有自己头像的杯垫（每个杯垫用两杯啤酒换），当集齐五个杯垫后就能获得下一条线索。
香肠-队伍要前往一座城堡，然后用手动机器制作五连串的香肠（注：每个香肠必须长7英寸。），完成后就能获得下一条线索。
路障：一名队员要跑上魔鬼山山顶，乘坐肥皂车在37秒内冲过终点就能获得下一条线索。
附加任務
[AT1]：到达格雷岛奴隶城堡后，各队要在“不归门”门口前放上玫瑰，用以哀悼那些当时被卖到新大陆做奴隶的人们.之后向工作人员获取下一条线索。

### 第6段（德國 → 匈牙利）
- 柏林 （查理檢查站）
- 柏林 （柏林奥林匹克体育场） [AT1]
- 柏林（泰格尔国际机场）到  匈牙利布達佩斯（布達佩斯國際機場）
- 艾格爾 （艾格爾城堡）
- 艾格爾 (艾格爾车站) 到 布達佩斯（布达佩斯东站）
- 布達佩斯（网络咖吧）[AT2]

路障：一名队员要绑在装置上，然后弹射到200英尺高的高空回到地面后就能获得下一条线索。
绕道：投石-队伍要用传统投石器击中远处的木箱。当木箱被砸碎后队伍要在箱子里找到下一条线索。发炮-队伍要推一口炮到城堡的后院，然后再拿55个4磅重的炮弹在同一地点堆成金字塔型就能获得下一条线索。
附加任務
[AT1]：到达奥体馆后，队伍要找到一块签名版,根据签到先后顺序执行下一个任务。
[AT2]：在网咖，队伍要登录美国在线邮箱，接受下一条线索。
- 布達佩斯 (传统铁路博物馆)
- 布達佩斯 (哈乔斯游泳馆)
- 布達佩斯（Gundel餐館）
- 布達佩斯（漁人堡）

通行证：队伍要前往地下城堡，跟随指示路径找到吸血鬼，在他的见证下，每名队员要喝完一杯猪血就能获得通行证。
路障：一名队员必须吃完24盎司传统的匈牙利辣汤，只有吃完才能获得下一条线索。
绕道：游泳-队伍要进入泳池，加入水球运动，他们的任务就是共同合作射入一球之后就能获得下一条线索。划船-队伍要前往多瑙河边，给充气船充气，然后再划船到河对岸就能获得下一条线索。

### 第7段（匈牙利 → 法國）
- 布达佩斯（Promontor Borudvar）[AT1]
- 布達佩斯（布達佩斯國際機場） 到  法國科西嘉岛阿雅克肖(拿破仑·波拿巴机场)
- Zilia （拿破仑的出生房间）
- 卡尔维 (拉法利营)
- 齐利亚 (酒庄)
- 卡尔维 (La Pietra)

通行证：队伍要穿上潜水衣潜入海里，在在海床队伍要找到装有通行证的捕虾笼。
绕道：往上爬--队伍要利用上升器爬上45英尺的岩壁,然后前往作有标记的露台接受军官的勋章,然后再绳降回地面就能获得下一条线索.
往后飞--一名队员坐在充气救生筏,另一名队员指挥快艇驾驶员在25个浮标里找到下一条线索.
路障：一名队员要脚踩55磅葡萄，一旦榨出5瓶果汁后，队员要喝掉一杯才能获得下一条线索。
附加任務
[AT1]:队伍要在酒庄根据箭头找到匈牙利最大的酒桶就能获得下一条线索。

### 第8段（法國 → 埃塞俄比亞）
- 阿雅克肖（阿雅克肖码头）到 尼斯（尼斯码头）
- 尼斯（阿爾貝一世雕像城市花園）
- 尼斯（尼斯蓝色海岸机场）到  埃塞俄比亞亞的斯亞貝巴 (博乐国际机场)[AT1]
- 亞的斯亞貝巴（博乐国际机场）到 拉利贝拉（拉利贝拉机场）
- 拉利贝拉 (Lewz 村) [AT2]
- 拉利贝拉（圣·乔治教堂）
- 拉利贝拉 (瞭望台)

绕道：抬屋顶--队伍要与当地人抬着茅草屋顶到一个小屋并抬到屋顶，完成后就能获得下一条线索。铺泥墙--各队要用泥，稻草和水制成的泥浆铺满传统房子的墙面，之后就能获得下一条线索。
路障：一名队员要进入教堂从主教徒那里获得吊坠，然后队员要在教堂外的众多信徒找到带有一样的吊坠的信徒就能获得下一条线索。
附加任務
[AT1]:到达机场后，队伍要登记两班飞往拉利贝拉的包机。
[AT2]:队伍要牵两头驴到达圣乔治教堂，交给牧人就能获得下一条线索。

### 第9段（埃塞俄比亞 → 斯里蘭卡）
- 拉利贝拉（拉利贝拉机场）到 亞的斯亞貝巴（博莱国际机场）
- 亞的斯亞貝巴（亞的斯亞貝巴体育場）[AT1]
- 亞的斯亞貝巴（博莱国际机场）到  斯里蘭卡 科倫坡（班达拉奈克国际机场）
- 科倫坡（Fort Railway Station）到 加勒（加勒车站）
- 加勒 (加勒堡垒)
- 加勒 到 康提
- 康提(工艺品店)[AT2]
- 康提 到 丹布勒
- 锡吉里耶 (狮子岩)
- 锡吉里耶(sigiriya酒店)[AT3]

绕道：爬树--队员需乘坐三轮车前往一个椰树园，每个队员需要爬到50尺高的树顶，走过绳桥，然后取回一个罐子交给指定的人就能获得下一条线索。
骑象--队员需乘坐三轮车到一个象球场，每个队员骑着象用球棍击球，必须让球绕过一根杆子，然后到球场的另一边射门，当两名队员都射入球门后就能获得下一条线索。
路障：队员需爬到狮子岩的岩顶，然后用望远镜找到标记，然后原路返回跟队友一起前往。
附加任務
[AT1]：队员分别搭乘两班包机回到亞的斯亞貝巴,然后在体育场里选2名埃国选手，并一起进行4*400米接力赛就能获得下一条线索。
[AT2]：队员需前往康提工艺品店，买一个祭品拿到附近的佛牙庙，交给一位僧人就能获得下一条线索。
[AT3]：队员到达酒店的游泳池后，需从游泳池的一边游向中继站 。

### 第10段（斯里蘭卡 → 中國）
- 科伦坡（班达拉奈克国际机场）到 中國上海（上海浦东国际机场）
- 上海（豫园）
- 上海（華能聯合大廈）
- 上海（人民英雄紀念塔）[AT1]
- 上海（江浦路）
- 上海（和平飯店南樓）

路障：一名队员要到达一座大廈的楼顶，然后从楼顶下降到有标记的窗户并擦洗直到看到里面的字，之后队员要回到地面，告诉工人所看到的，如果正确就能获得下一条线索。
绕道：砖--队伍要从一艘船上搬300块砖，然后把砖堆叠在木板上就能获得下一条线索。冰--队伍要搬两块220磅重冰放在三轮车上，然后骑着车前往一座市场，最后再将冰敲碎放在塑料桶里就能获得下一条线索。
附加任務
[AT1]：在人民英雄紀念塔附近,各队要在众多打太极的人手中找到手握下一条线索的。

### 第11段（中國）
- 上海（上海火车站）到 西安（西安火车站）
- 西安（西安鼓樓）
- 西安（兵馬俑博物館）
- 華山（北峰）
- 西安（西安城牆）

绕道：喷--队伍要前往一家车厂，然后给一辆车架喷漆之后就能获得下一条线索。卷--队伍要前往一家纱厂，然后在10匹布里找到分别印在两匹布上的汉字并剪下，交给工作人员就能获得下一条线索。
路障：一名队员会在线索里获得一把钥匙，然后在众多的锁裡找到能打开的就能获得下一条线索。

### 第12段（中國 → 美國）
- 西安（西安咸阳国际机场）到 美國夏威夷檀香山（檀香山國際機場）
- 檀香山（普尤拉卡州立公園）
- 檀香山（Kamaka航空 （页面存档备份，存于））
- 檀香山（檀香山國際機場）到美國 伊利諾斯州芝加哥(奥黑尔国际机场)
- 芝加哥(芝加哥水塔)
- 芝加哥（Gino's East意大利比薩店 （页面存档备份，存于））[AT1]
- 芝加哥（譚繼平紀念公園）

绕道：衣服--队伍要前往一家制衣批发商，选择穿有传统服饰的人体模特,然后在众多的衣服里找到与模特身上一样的并穿上就能获得下一条线索。
划船--队伍要前往独木舟会,在舵手的帮助下,划两英里的船到终点就能获得下一条线索。
路障:一名队员要从11000英尺的高空以双人跳伞的方式降落在卡贺尼湾，之后就能获得下一条线索.
附加任務
[AT1]:，在Gino's East意大利比薩店，每名队员要吃完半个匹萨就能获得通的通往终点的线索.

## 外部連結
- 官方網站 （页面存档备份，存于）
- Final Four interview video (The Early Show)